# Musée de la Résistance en Morvan
Le musée de la Résistance en Morvan est situé à Saint-Brisson dans la Nièvre, au sein de la Maison du parc naturel régional du Morvan.
Ce musée permet de comprendre le rôle et l'importance de la Résistance, notamment des maquis, dans le massif du Morvan durant la Seconde Guerre mondiale.

## Historique
Le musée de la Résistance en Morvan a été créé en 1983 par un groupe d'historiens de l’université de Bourgogne et d'anciens résistants. Il a été inauguré par François Mitterrand, président de la République, le 26 juin 1983. Il a été entièrement rénové et modernisé en 2023 à l'occasion de son 40e anniversaire.
Il est géré par l’association Morvan terre de Résistances-ARORM (Association pour la Recherche sur l’Occupation et la Résistance en Morvan) qui gère également le Mémorial à Dun-les-Places.

## Présentation du musée
Le musée se situe au sein de la Maison du parc naturel régional du Morvan qui accueille également l'une des maisons de l'écomusée du Morvan : la maison des Hommes et des Paysages.
De par sa géographie et son climat, le Morvan fut une zone privilégiée pour l'installation de maquis. Le massif accueillit donc des hommes et des femmes voulant fuir l'occupation allemande et lutter contre elle.
Le musée, via de nombreux documents d'archives, photographies et matériels, présente la Résistance en Morvan à travers 3 salles : l'Occupation, la Résistance, la Libération et la Mémoire. À mi-parcours, un espace de projection « Galerie numérique » plonge le visiteur dans la vie quotidienne des maquis : actions, campement, rôle du chef, la faim, la peur… Une étape essentielle avant de partir sur les traces de cette période dans le Morvan, avec de nombreux lieux de mémoire à visiter, notamment les 21 aménagements scénographiques et paysagers « Résistances en Morvan-Chemins de mémoire ». À proximité se situe également le Mémorial de Dun-les-Places, centre d'interprétation consacré à l'histoire et la mémoire de ce village-martyr le plus touché de Bourgogne.

### Première salle: l'Occupation
La première salle mentionne tout d'abord le patriotisme et la défense du Morvan en 1940, puis rapidement les effets de l’occupation allemande : l'occupation des villages et la répression nazie ; la restriction des libertés, la censure, la propagande et le STO (service du travail obligatoire) ; le manque de nourriture et de ressources.

### Deuxième salle: la Résistance
Cette deuxième salle explique comment la Résistance s'est organisée dans le Morvan afin de contrer la propagande allemande et le régime de Vichy.
On y trouve de nombreux tracts et journaux diffusés dans la clandestinité, des armes et des tenues, des photographies et des cartes.
Tous ces objets et documents permettent de présenter les actes de résistance des personnalités du Morvan, la formation des maquis dans le massif, ainsi que l'aide fournie par les Alliés. Une place importante est faite à la vie dans les maquis, avec notamment un espace de projection immersif "Les maquis du Morvan. Regards croisés".
Les maquis du Morvan référencés à l'été 1944 sont : le maquis Bayard, le maquis Bernard, le maquis Bertrand, le maquis Camille, le maquis Chaumard, le maquis Felix, le maquis des Fiottes, le maquis Jean, le maquis Joseph, le maquis Julien, le maquis Louis, le maquis Mariaux, le maquis Maurice, le maquis Nasica (aussi appelé Compagnie René Laforge), le maquis Sanglier, le maquis Serge, le maquis Socrate, le maquis Valmy, le maquis Vauban, le maquis Verneuil, le maquis du Loup.

### Troisième salle: la Libération et la Mémoire
Cette dernière salle présente des cartes, objets et photos, pour illustrer la libération du Morvan. Le Morvan joue un rôle stratégique dans la libération du territoire avec le passage obligé des armées allemandes en retraite. La libération du Morvan eut lieu en septembre 1944 grâce aux maquisards morvandiaux.
On y trouvera également des photographies de manifestations et stèles commémoratives, ainsi que des poèmes et des lettres, servant à entretenir la philosophie de la Résistance et le souvenir des évènements de la Seconde Guerre mondiale.

## Service éducatif
Le musée dispose d'un service éducatif à la disposition des enseignants et des élèves de tous niveaux. Il propose des visites guidées, des ateliers pédagogiques, des expositions ou des sorties au maquis. Il organise des préparations au concours national de la Résistance et de la Déportation.

### Concours d'écritureLettre de maquisard en Morvan
En partenariat avec l'Office national des combattants et des victimes de guerre et le parc naturel régional du Morvan, le musée propose chaque année un concours destiné aux écoliers, collégiens et lycéens de Bourgogne et d'ailleurs. Ces derniers doivent d'écrire une lettre qu'un maquisard morvandiau aurait pu rédiger en 1940 et dans laquelle il raconterait ses conditions de vie, ses actions de résistant et ses émotions.

## Expositions
Le musée propose régulièrement des expositions temporaires, à la Maison du Parc ou dans les différentes communes du Morvan : 
- Raconte-moi la Résistance au féminin : Cette exposition composée de 22 panneaux présente le rôle et l'action des femmes dans la Résistance en Morvan. Différents portraits de figures féminines du Morvan sont présentées : Louise Aubin, Janette Colas, Suzanne Fontaine, Yvonne Moreau née Marceau, Lise Le Bournot née Palacios, Yvonne Longhi née Bonin, Lucette Longhi, Henriette Marguerite, Christiane Perceret[11]... En complément de cette exposition, le musée propose au public de participer à la rédaction de fiches Wikipédia sur les femmes qui ont joué un rôle dans la lutte contre le nazisme[12],[13].
- Les villages martyrs du Morvan[14][15]
- Les lieux de mémoire de la Seconde Guerre mondiale en Morvan